# Noureddine Smaïl
Noureddine Smaïl (Relizane, 6 februari 1987) is een Franse langeafstandsloper van Algerijnse afkomst, die gespecialiseerd is in de 5000 m. Hij werd meervoudig Frans kampioen op de 5000 m en het veldlopen.

## Biografie
Smaïl verhuisde op jonge leeftijd naar Frankrijk. Hij verkreeg in 2005 de Franse nationaliteit en nam sinds 2006 internationaal deel aan wedstrijden voor dit land. In datzelfde jaar won hij op de 5000 m goud bij het Frans kampioenschap onder negentien jaar en behaalde hij een achtste plaats op de wereldjeugdkampioenschappen in Peking. Een jaar later boekte hij zijn eerste internationale succes met het winnen van de Europese titel voor neo-senioren op de 5000 m.
In 2010 nam Smaïl deel aan de Europese kampioenschappen in Barcelona en eindigde op de vijfde plaats in de finale van de 5000 m. Bij de wereldkampioenschappen van 2013 in Moskou kwam hij uit op de 3000 m steeple, maar haalde in de finale de finish niet.
Smaïl is aangesloten bij de club Livry Gargan Athlétisme.

## Titels
- Europees kampioen veldlopen U23 - 2009
- Europees kampioen 5000 m U23 - 2007
- Frans kampioen veldlopen - 2010, 2011, 2012
- Frans kampioen 5000 m - 2008, 2009, 2010, 2013

## Persoonlijke records
Outdoor
| Afstand        | Prestatie | Datum         | Plaats           |
| -------------- | --------- | ------------- | ---------------- |
| 800 m          | 1.54,56   | 13 juli 2004  | St.Maur-des-Fos  |
| 1000 m         | 2.24,33   | 12 mei 2007   | Montgeron        |
| 1500 m         | 3.47,60   | 6 juli 2006   | St.Maur-des-Fos  |
| 3000 m         | 7.53,34   | 28 juli 2009  | Monaco           |
| 5000 m         | 13.26,67  | 28 april 2013 | Palo Alto        |
| 3000 m steeple | 8.15,89   | 6 juli 2013   | Parijs           |
| 10 km          | 32.38     | 20 maart 2005 | Nogent-sur-Marne |

Indoor
| Afstand | Prestatie | Datum            | Plaats       |
| ------- | --------- | ---------------- | ------------ |
| 1000 m  | 2.23,35   | 26 februari 2008 | Aubière      |
| 1500 m  | 3.42,20   | 6 februari 2010  | Val-de-Reuil |
| 3000 m  | 7.55,70   | 14 februari 2010 | Gent         |

## Palmares

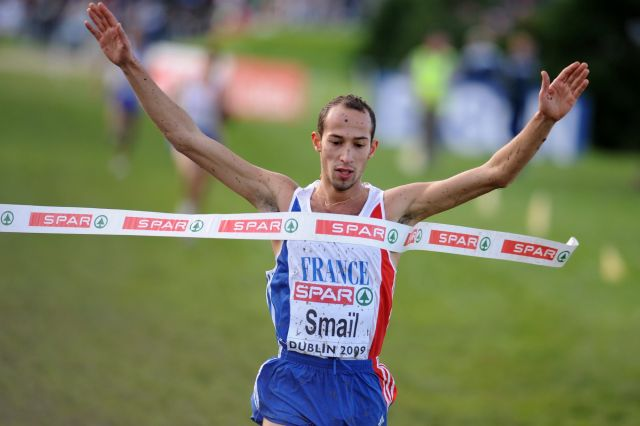
In 2009 tijdens het EK U23 veldlopen in Dublin

### 3000 m
- 2009: 14e in series EK indoor - 8.07,17
- 2010: 10e IAAF/VTB Bank Continental Cup - 8.11,66

### 5000 m
- 2006: 8e WK junioren - 14.06,86
- 2007:  EK U23 - 13.53,15
- 2007: 10e Franse kamp. - 14.12,96
- 2008:  Franse kamp. - 13.38,22
- 2009: 7e EK team - 14.30,52
- 2009:  EK U23 - 13.59,23
- 2009:  Franse kamp. - 13.55,81
- 2010:  Franse kamp. - 14.07,62
- 2010: 5e EK - 13.38,70
- 2013:  Franse kamp. - 13.49,68

### 10.000 m
- 2014:  Portland Track Festival - 28.56,57

### 3000 m steeple
- 2013: DNF in fin. WK

### veldlopen
- 2008: 5e Franse kamp. in Laval - 13.43
- 2008: 64e EK U23 in Brussel - 27.04
- 2009: 5e Franse kamp. in Aix-les-Bains - 12.50
- 2009:  EK U23 in Dublin - 25.11,  landenklassement
- 2010:  Franse kamp. in Roche-sur-Yon - 13.10
- 2011:  Franse kamp. in Paray le Monial - 11.40
- 2012:  Franse kamp. in La Roche-sur-Yon - 13.48